# San Vicente, San Felipe
San Vicente är en ort i Mexiko.   Den ligger i kommunen San Felipe och delstaten Guanajuato, i den centrala delen av landet, 300 km nordväst om huvudstaden Mexico City. San Vicente ligger 2 157 meter över havet och antalet invånare är 137.
Terrängen runt San Vicente är huvudsakligen kuperad, men åt nordost är den platt. Runt San Vicente är det ganska tätbefolkat, med 160 invånare per kvadratkilometer. Närmaste större samhälle är Rancho Nuevo del Carrizo, 14,2 km norr om San Vicente. I omgivningarna runt San Vicente växer huvudsakligen savannskog.